# Stand-alone Dedicated Control Channel
 (décembre 2024).
Si vous disposez d'ouvrages ou d'articles de référence ou si vous connaissez des sites web de qualité traitant du thème abordé ici, merci de compléter l'article en donnant les références utiles à sa vérifiabilité et en les liant à la section « Notes et références ».
 (décembre 2024).
Stand-alone Dedicated Control Channel, ou SDCCH, est un protocole utilisé depuis [Quand ?] en téléphonie mobile GSM pour la transmission de la signalisation et des SMS.